# Fuirena obcordata
Fuirena obcordata là loài thực vật có hoa trong họ Cói. Loài này được P.L.Forbes mô tả khoa học đầu tiên năm 1987.